# Panyo Panyo Di Gi Charat
Panyo Panyo Di Gi Charat (ぱにょぱにょ デ・ジ・キャラット?, Panyo Panyo De Ji Kyaratto) è un anime, prequel della serie Di Gi Charat. La serie vede protagoniste Dejiko e Puchiko da bambine, durante la loro infanzia sul pianeta Di Gi Charat. La serie è stata adattata in un manga realizzato da Hina, e pubblicato dalla Shogakukan sulla testata shōjo Ciao.

## Trama
Dejiko è la piccola principessa del pianeta Di Gi Charat. Ispirata dalla lettura di un libro, la principessa Dejiko decide di incaricarsi della missione di rendere felice chiunque incontri. Abbandonato il castello in cui viveva, Dejiko finge di essere una normale ragazzina per riuscire ad avvicinare la gente normale, con il preciso scopo di aiutarli a diventare felici e facendosi tantissimi amici nel corso della serie. Al suo fianco ci sarà sempre la sua amica Puchiko e Gema, messo al fianco dalle due ragazze dal loro istitutore al castello, affinché non gli accada nulla di male.

## Personaggi
Dejiko (でじこ?, Dejiko)
Doppiata da: Asami Sanada
Principessa del pianeta Di Gi Charat. Influenzata dalla lettura di un libro sulla vita di un famoso filantropo, decide di abbandonare la comoda vita del castello e girare fra la gente del pianeta con l'obiettivo di renderla felice. Conclude ogni frase con la parola "-nyo".
Puchiko (ぷちこ?, Puchiko)
Doppiata da: Miyuki Sawashiro
La piccola dama di compagnia di Dejiko, Puchiko è dotata di una personalità silenziosa e tranquilla. Conclude ogni frase con la parola "-nyu".
Mike (ミケ?, Mike) (Meek)
Doppiata da: Etsuko Kozakura
Ha 8 anni, gruppo sanguigno A. Abitante del pianeta Di Gi Charat, ama il pesce e passa il suo tempo a pescare. Il suo sogno è pescare tantissimo pesce. Si emoziona facilmente e ha un carattere altruista. Dejiko la trova rumorosa. Intelligente e maldestra, lavora con sua madre alla pescheria.
Rinna (リンナ?, Rinna)
Ha 8 anni, gruppo sanguigno AB. Abitante del pianeta Di Gi Charat, è molto brava a cucinare, ma si addormenta facilmente. Ama le torte e vestire alla moda; lavora nel suo negozio di torte, dove ne fa di deliziose. Conclude ogni frase con la parola "-myu".
Piyoko (ぴよこ?, Piyoko)
Doppiata da: Megumi Hayashibara
Anche conosciuta come Pyocola Analogue III, è una bambina che lavora per Deji Devil. Apparentemente, è la leader della Black Gema Gema Gang, nonostante la giovane età. Tuttavia Dejiko e le sue amiche normalmente non fanno riferimento a lei come ad una nemica, al punto di chiamarla "Piyoko-chan". Conclude ogni frase con la parola "-pyo".
Deji Devil (デジデビル?, Deji Debiru)
Doppiato da: Yūji Ueda
La missione di Deji Devil è apparentemente opposta a quella di Dejiko. Il suo obiettivo è infatti quello di rendere infelici tutti gli abitanti di Di Gi Charat. A parte le sue ali ed il suo abito, il suo corpo sembra essere immateriale, al punto di essere in grado di trapassare le pareti. Curiosamente è terrorizzato dai fantasmi. È in grado di trasformarsi in un grosso panda rosa in grado di volare, ed in questa forma viene chiamato "Re dei demoni". Conclude ogni frase con la parola "-devi".
Gema (ゲマ?, Gema)
Doppiato da: Yoshiko Kamei
Gema è la creatura a forma di palla gialla che accompagna Dejiko, e le fa da consigliere. La sua caratteristica fisica principale è avere il viso capovolto.

## Colonna sonora
Sigla di apertura
- Happy! Smile! Hello! cantata da Atsuko Enomoto

Sigla di chiusura
- Jounetsu no Paradise cantata da Asami Sanada, Miyuki Sawashiro, Atsuko Enomoto e Etsuko Kozakura